# Noboru Hasegawa
Noboru Hasegawa (長谷川暢?, Hasegawa Noboru; Ageo, 21 dicembre 1996) è un cestista giapponese.